# Andrena yangi
Andrena yangi är en biart som beskrevs av Dubitzky 2006. Andrena yangi ingår i släktet sandbin, och familjen grävbin. Inga underarter finns listade i Catalogue of Life.